# Бокс (медицина)
Бокс — комплекс помещений, предназначенный для госпитализации и проведения лечебно-диагностических мероприятий больным инфекционных больниц или отделений.

## Боксы Лечебно-профилактических медицинских организаций

### Мельцеровский бокс
Мельцеровский бокс состоит:
1. из тамбура-предбоксника для входа с улицы;
2. палаты для пациента;
3. санитарного узла с ванной или душем;
4. шлюза для входа персонала из коридора отделения.

В боксированное отделение госпитализируют больных: а) со смешанными болезнями; б) с неустановленным диагнозом; в) находившихся в контакте с больными особо опасными инфекциями.
После выписки пациента производится тщательная дезинфекция помещения. За каждым боксом закрепляются с помощью маркировки предметы необходимые для обслуживания больного и уборки помещения. Грязное бельё и мусор, предварительно обеззараженные хлорной известью, выносят из бокса в специальных мешках, в которых они поступают на дальнейшую обработку (стирку кипячение) или сжигание.
Через внутренний предбоксник, сообщающийся с коридором посредством плотно закрывающихся, частично застеклённых дверей, входит и выходит обслуживающий персонал, подают больному пищу и т. п. В мельцеровском боксе имеются грелки, клизмы, подкладные судна, резиновые круги, пузыри для льда, катетеры, бельё, лечебный инструментарий и т. п.
Помимо приёма вновь поступающих больных, мельцеровские боксы могут служить также и для индивидуальной госпитализации больных аэрозольными или другими наиболее контагиозными инфекциями. В подобных случаях больной остаётся в боксе вплоть до выписки. Выздоравливающий уходит из бокса через наружную дверь (во двор больницы), а в боксе делают заключительную дезинфекцию.
При постройке индивидуальных (мельцеровских) боксов технические условия определяются Строительными Нормами и Правилами, утверждёнными СП 158.13330.2014 «Здания и помещения медицинских организаций. Правила проектирования».
Вентиляционная система мельцеровского бокса устраивается таким образом, чтобы свежий воздух, очищенный в фильтрах, поступал непосредственно снаружи, вентиляционные каналы выводятся из каждого бокса на крышу.

### Боксированная палата
Боксы и боксированные палаты оборудуются автономными системами вентиляции с преобладанием вытяжки воздуха над притоком и установкой на вытяжке устройств обеззараживания воздуха или фильтров тонкой очистки (в соответствии с п. 6.19 СанПиН 2.1.3.2630-10 «Санитарно-эпидемиологические правила и нормативы»).

### Показания к помещению больных в боксированное отделение
Правильное устройство приёмного отделения, строгая изоляция больных в соответствии с диагнозом и надлежащая санитарная обработка, наличие боксов для изоляции больных со смешанной инфекцией обеспечивают эффективную борьбу против внутрибольничных заражений.
Правила работы медперсонала в мельцеровском боксе:
1) Медперсонал, обслуживающий больных в боксе, находится во внутреннем коридоре. Коридор разделён перегородками с дверями на несколько частей. Ширина коридора должна составлять не менее 2 м. Выход больных из бокса во внутренний коридор отделения запрещается.
2) Персонал, обслуживающий бокс, входит в шлюз из внутреннего коридора, плотно закрывает наружную дверь, моет руки, надевает второй халат, колпак или косынку, при необходимости марлевую маску, перчатки и лишь после этого проходит в помещение, в котором находится больной.
3) При выходе из бокса, в шлюзе персонал сначала плотно закрывает внутреннюю дверь, снимает халат и головной убор (после осмотра каждого поступающего больного использованные халат и колпак желательно сдавать в дезинфекцию), моет и дезинфицирует руки и только затем открывает наружную дверь предбоксника. В целях предупреждения распространения инфекции через воздух необходимо следить за тем, чтобы в момент открывания двери из шлюза во внутренний коридор отделения дверь, ведущая в помещение, в котором находится больной, была бы плотно закрыта.
4) Для более надёжной изоляции боксы, в которых помещены больные с инфекциями, распространяющимися воздушным путём, двери шлюзов, выходящие во внутренний коридор отделения, наглухо закрывают, а стёкла дверей иногда заклеивают бумагой, при этом персонал входит в бокс со двора.
В мельцеровском (индивидуальном) боксе, как правило, находится один больной. После выписки пациента производится тщательная дезинфекция помещения. За каждым боксом закрепляются с помощью маркировки предметы, необходимые для обслуживания больного и уборки помещения. Грязное бельё и мусор, предварительно обеззараженные хлорной известью, выносят из бокса в специальных мешках, в которых они поступают на дальнейшую обработку (стирку, кипячение) или сжигание.